# Eppan an der Weinstraße

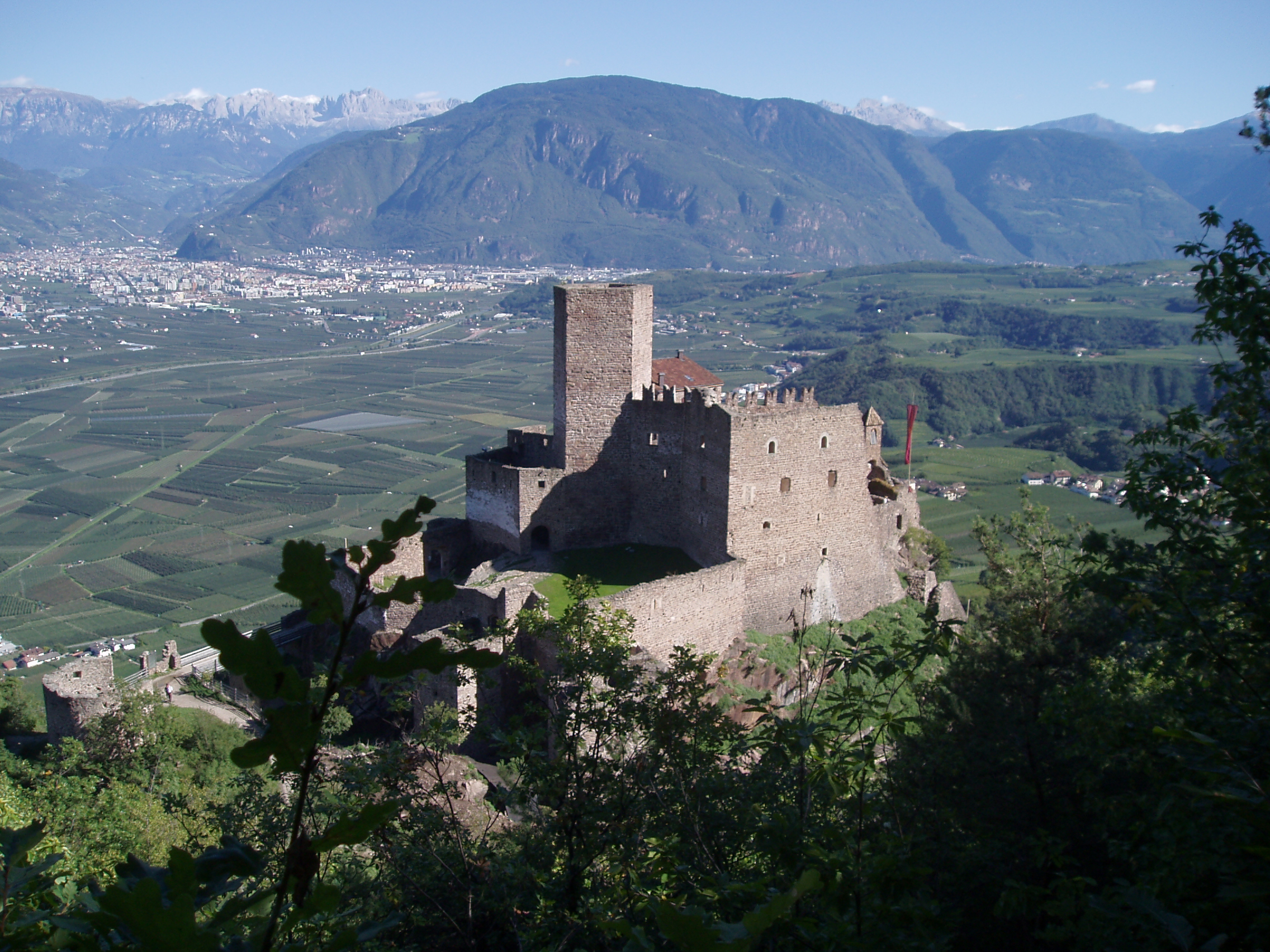
Kasteel Hochepan

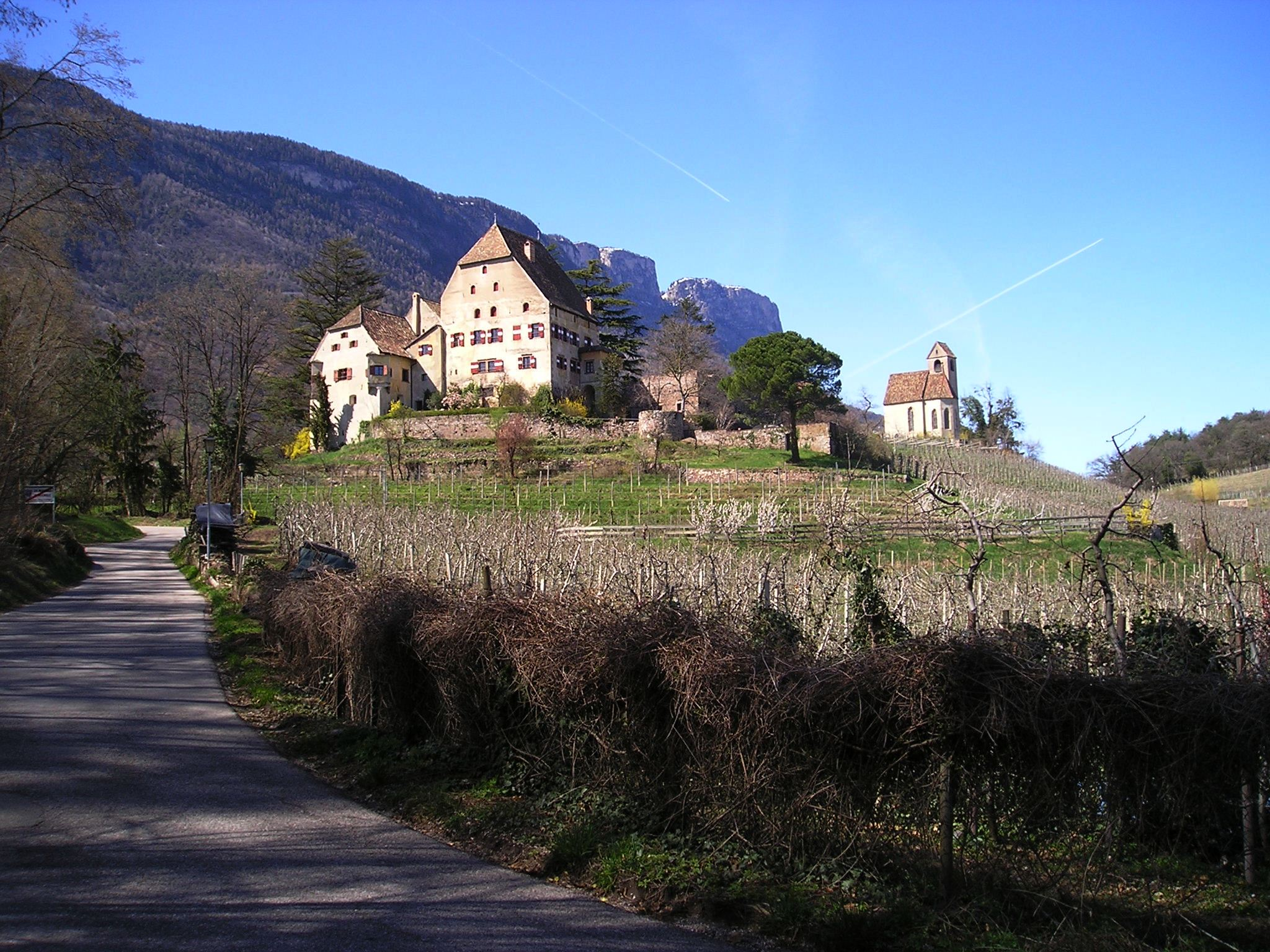
Kasteel Englar

Eppan an der Weinstraße (Italiaans: Appiano sulla Strada del Vino) is een gemeente in de Italiaanse provincie Bozen-Zuid-Tirol (regio Trentino-Zuid-Tirol) en telt 13.157 inwoners (31-12-2004). De oppervlakte bedraagt 59,7 km², de bevolkingsdichtheid is 220 inwoners per km².
Eppan ligt ten westen van Bozen en is overwegend Duitstalig. De circa 11.000 Duitstalige inwoners houden zich voornamelijk bezig met wijnbouw en fruitteelt. Eppan en Kaltern an der Weinstraße zorgen samen voor 47 % van de wijn afkomstig uit het Plateau Überetsch. Dit is vooral rode wijn, maar ook witte, vooral de Strahler.

## Geschiedenis
In het verleden hebben Illyriërs, Kelten, Romeinen en Bajuwaren in het gebied rond Eppan gewoond. Eppan is de geboorteplaats van de componist en gitarist Leonhard von Call (1767 – 1815).

## Kastelen en grote gebouwen
In Eppan vindt men veel kasteelachtige gebouwtjes die altijd door een kapel zijn geflankeerd.
- Boymont
- Gandegg
- Gleifkapelle
- Hocheppan
- Moos-Schulthaus
- Sigmundskron

## Geografie
Eppan ligt ten westen van Bozen, aan een secundaire weg die in het westen naar de provincie Trente loopt en in het oosten naar Bozen. Eppan ligt op acht kilometer van Bozen-centrum, en nog geen twee kilometer van de grens met Trente. Het is gelegen op het Plateau Überetsch, aan de rand van de vallei van de Adige (Etsch), op een hoogte die varieert tussen 257 en 904 meter. In de buurt ligt de Schlern (Monte Sciliar).

### Frazioni
- Frangart (Frangarto)
- Gaid (Gaido)
- Girlan (Cornaiano)
- Missian (Missiano)
- Montiggl (Monticolo)
- Perdonig (Pradonico)
- Sankt Michael (San Michele)
- Sankt Pauls (San Paolo)
- Unterrain (Riva di Sotto)